# Paralympische Winterspelen 1976
De Ie Paralympische Winterspelen werden in 1976 gehouden in Örnsköldsvik, Zweden. Nederland nam niet deel aan deze Paralympische Spelen, België wel.

## Sporten
Tijden deze eerste spelen stond er maar twee sportdisciplines op het programma, beide skisporten. De sportonderdelen waren (tussen haakjes staat het aantal onderdelen per discipline):
Alpineskiën (28)
Langlaufen (26)

## Medaillespiegel
Het IPC stelt officieel geen medaillespiegel op, maar geeft desondanks een medailletabel ter informatie. In de spiegel wordt eerst gekeken naar het aantal gouden medailles, vervolgens de zilveren medailles en tot slot de bronzen medailles. Negen landen wisten medailles te winnen.
In de tabel heeft het gastland een blauwe achtergrond.
| Plaats | Land                     | NPC    | Goud | Zilver | Brons | Totaal |
| 1      | Bondsrepubliek Duitsland | FRG    | 10   | 12     | 6     | 28     |
| 2      | Zwitserland              | SUI    | 10   | 1      | 1     | 12     |
| 3      | Finland                  | FIN    | 8    | 7      | 7     | 22     |
| 4      | Noorwegen                | NOR    | 7    | 3      | 2     | 12     |
| 5      | Zweden                   | SWE    | 6    | 7      | 7     | 20     |
| 6      | Oostenrijk               | AUT    | 5    | 16     | 14    | 35     |
| 7      | Tsjecho-Slowakije        | TCH    | 3    | 0      | 0     | 3      |
| 8      | Frankrijk                | FRA    | 2    | 0      | 3     | 5      |
| 9      | Canada                   | CAN    | 2    | 0      | 2     | 4      |
| Totaal | Totaal                   | Totaal | 53   | 46     | 42    | 141    |

## Deelnemende landen
De volgende Nationaal Paralympisch Comités werden tijdens de Spelen door een of meerdere sporters vertegenwoordigd: